# 凌杰
凌杰（2003年1月22日—）是一名中国足球运动员，司职前锋，目前效力于广州队并担任队长。

## 职业生涯
凌杰从小学三年级开始接触足球。2011年，中南珂缔缘足球俱乐部到南通选人，凌杰被他的启蒙教练章顺敏和董辉一眼相中，在10月开始接受专业足球训练。他一开始踢中前场，在2016年全国联赛一次比赛中临时客串中卫表现很好，被改到中卫的位置。珂缔缘后来换了一名韩国教练，球队改打三后卫阵型，凌杰被改到边后卫。2017年，教练看到他喜欢进攻，又让他改为前锋。
凌杰在2016年代表中南珂缔缘U14（02年龄段）获得全国联赛亚军，2017年代表中南珂缔缘U15（02年龄段）获得全国青少年男子足球超级联赛亚军、全国联赛季军、冠军杯第四名以及锦标赛第五名，当年7月代表南通队参加江苏省省青少年足球锦标赛（男子乙组）获得冠军；2018年代表中南珂缔缘正式比赛出场23次，打进23球，获得青超联赛U15组第四名。2018年底，凌杰加入恒大足校03梯队，并在2019年在恒大西班牙足校留学。
2021赛季，凌杰一度被U20国青征召参加中乙联赛，但在中超开始后入选广州队一线队参加中超联赛。在第11轮广州队5比2大胜沧州雄狮的比赛中，18岁的凌杰在第88分钟入替高拉特，上演中超首秀。在第20轮广州队2比0河北队的比赛中，凌杰在上半场攻入中超首球。该赛季他在中超出战9场攻入2球。
由于球队大量主力球员流失，凌杰从2022赛季起成为重要球员，并在2023赛季成为球队队长。

## 国家队生涯
凌杰在2015年4月入选U16国家队训练，2017年6月2入选U16男足国少队替补名单，2018年7月代表中国U15国少队参加2018东亚足联U15锦标赛，2018年8月代表中国U15红队参加上海“金山杯”国际青少年足球邀请赛。
2020年5月11日，凌杰入选中国U19集训队大名单，2021年11月入选U18国足集训名单，2022年2月入选U21国足集训名单。

## 职业统计

### 俱乐部
最後更新：2023年4月22日.
| 俱乐部       | 赛季         | 联赛         | 联赛 | 联赛 | 杯赛 | 杯赛 | 洲际 | 洲际 | 其他 | 其他 | 合计 | 合计 |
| 俱乐部       | 赛季         | 级别         | 出场 | 进球 | 出场 | 进球 | 出场 | 进球 | 出场 | 进球 | 出场 | 进球 |
| ------------ | ------------ | ------------ | ---- | ---- | ---- | ---- | ---- | ---- | ---- | ---- | ---- | ---- |
| 广州队       | 2021         | 中超         | 9    | 2    | 0    | 0    | 0    | 0    | 0    | 0    | 9    | 2    |
| 广州队       | 2022         | 中超         | 22   | 2    | 1    | 1    | 0    | 0    | 0    | 0    | 23   | 3    |
| 广州队       | 2023         | 中甲         | 0    | 0    | 0    | 0    | 0    | 0    | 0    | 0    | 0    | 0    |
| 职业生涯总计 | 职业生涯总计 | 职业生涯总计 | 31   | 4    | 1    | 1    | 0    | 0    | 0    | 0    | 32   | 5    |